# Трансжири
Трансжири — різновид ненасичених жирів, для яких характерний високий вміст трансізомерів жирних кислот (також звані трансжирні кислоти). Трансізомери жирних кислот є одним з видів ненасичених жирних кислот, що містять трансподвійні зв'язки між атомами вуглецю. Ці ізомери жирних кислот здатні до заміщення ендогенних жирних кислот ненасиченого ряду. Трансжири бувають штучні і природні. Штучні трансізомери жирних кислот утворюються при гідрогенізації олій, під час смаження їжі, їх багато при промисловому виробництві випічки (кулінарні жири та кондитерські жири). У природі вони зустрічаються в шлунках корів й овець, де утворюються внаслідок життєдіяльності бактерій багатокамерного шлунка жуйних тварин, тому молоко цих тварин також містить їх.

## Вплив на здоров'я
Занадто багато трансжирів у раціоні є нездоровим, оскільки вживання в їжу їх у великій кількості може призвести до серцево-судинних захворювань через накопичення і відкладення жиру в кровоносних судинах і мембранах.
Данія є першою країною, яка з 1 січня 2004 року законодавчо обмежила максимальний вміст штучно вироблених трансжирних кислот в продуктах у 2 відсотки.
У США 2006 року набрала чинності директива FDA, яка зобов'язує виробників вказувати вміст трансжирів у продуктах харчування. Цей захід, а також те, що багато виробників США добровільно пішли на зниження їхнього вмісту в складі продуктів, призвели до значного зменшення споживання трансжирів американцями — з 4,6 грамів на день у 2003 році до 1 грама на день у 2012 році.

Добове надходження трансізомерів жирних кислот становить у середньому 7 г. Споживання трансізомерів жирних кислот одним мешканцем України становить від 2,7 до 12,8 г/добу. Вчені рекомендують зменшити їхнє споживання до 2 г на добу.
Жир, на якому обсмажували харчові продукти протягом 24 годин, містить до 32,5 % трансізомерів жирних кислот. Трансізомери жирних кислот, які утворюються під час гідрогенізації олій, можуть спровокувати багато захворювань: розвиток діабету, порушення обміну простагландинів, зниження імунітету, народження дітей із малою вагою, зниження функцій чоловічого гормону тестостерону, порушення роботи деяких ферментів, підвищення рівня холестерину, виникнення злоякісних пухлин. Трансжири призводять до збільшення концентрації ліпопротеїдів низької і наднизької густини, збільшуючи тим самим ризик захворювань серця та судин, ендокринної системи, розвиток злоякісних пухлин (канцерогенний ефект).
Трансізомери жирних кислот негативно впливають на обмін лінолевої кислоти, підвищують рівень холестерину в сироватці крові, впливають на розвиток атеросклерозу, на швидкість окислення субстратів у мітохондріях серцевого м'яза. Адсорбування трансізомерів жирних кислот у травному тракті жінок призводить до їхнього накопичення в материнському молоці — від 0,1 до 17,2 % від загальної кількості жирних кислот. Результати обстеження показали, що 25 % зразків молока жінок Канади містили понад 10 % трансізомерів жирних кислот.
Крім ішемічної хвороби серця також була підтверджена роль трансжирів у розвитку ожиріння, цукрового діабету, печінкової недостатності, раку, хвороби Альцгеймера, депресії і жіночого безпліддя.

## Трансжири у державних стандартах на продукти харчування
Станом на 2009 рік в Україні відсутні державні стандарти на жири з нормування вмісту бенз(а)пірену, масової частки трансізомерів жирних кислот в продуктах харчування, не запроваджено маркування цих показників на спожитковій тарі продуктів, так як це прийнято в країнах Європейського Союзу.
У багатьох країнах світу вміст трансізомерів жирних кислот позначають на маркуванні спожиткової тари, коли в одній упаковці їх міститься більше 0,5 г. З 1 січня 2004 р. в країнах Європейського Союзу максимальна норма трансізомерів жирних кислот у жирах, які використовуються для виробництва харчових продуктів, повинна бути не більше 2 %.
У країнах Європейського Союзу максимально допустимий рівень трансізомерів жирних кислот у жирах, які використовують для виробництва страв, харчових продуктів, становить 2 % від загальної енергетичної цінності раціону, а для жирів, позначених «без трансізомерів жирних кислот» — 1 %.
В Україні в маргаринах (з 01.01.2007 р.), спредах і сумішах (з 01.07.2006 р.), що призначені для ресторанного господарства, масова частка трансізомерів олеїнової кислоти повинна бути не більше 8 %.
Україна посідає перше місце в Європі за смертністю від серцево-судинних захворювань.